# Wrexham Challenger 2007
Il Wrexham Challenger 2007 è stato un torneo di tennis facente parte della categoria ATP Challenger Series nell'ambito dell'ATP Challenger Series 2007. Il torneo si è giocato a Wrexham in Regno Unito dal 22 al 28 gennaio 2007 su campi in cemento indoor e aveva un montepremi di $25 000.

## Vincitori

### Singolare
Michał Przysiężny ha battuto in finale  Richard Bloomfield con il punteggio di 6–2, 6–3

### Doppio
Thomas Oger /  Nicolas Tourte hanno battuto in finale  Richard Bloomfield /  Robin Haase con il punteggio di 6–74, 7–5, [12-10]